# 希罗基内
希罗基内（烏克蘭語：Широкине，羅馬化：Shyrokyne，發音：[ʃɪˈrɔkɪne]），或译为希罗克内，又按俄语名译为希罗基诺（羅馬化：Shirokino），是乌克兰顿涅茨克州马里乌波尔区萨尔塔纳市镇的村庄。该村位于亞速海沿岸，距離马里乌波尔東面23公里。

## 俄烏戰爭
2014年至2015年間，頓巴斯親俄武裝与乌克兰武装部队在村莊附近发生武裝衝突。
战前，该村原屬新亞速斯克區。2014年12月9日，乌克兰最高拉达通過投票决定重組區的边界，以便将乌军控制的领土与親俄政權頓涅茨克人民共和國控制的领土分开。因此该村和附近的村落被并入附近的沃爾諾瓦哈區。
2015年2月，该村所有居民被撤离，同年7月，该村多达80%的房屋被損毀，无法修复。
2016年2月底，随着亲俄武装撤出，乌克兰军队重新控制了该村庄。
2022年俄羅斯入侵烏克蘭期間，该村再次被俄罗斯军队占领。